# あゝ上野駅
「あゝ上野駅」（ああうえのえき）は、1964年（昭和39年）5月に発表された日本のポピュラーソング（演歌）。あるいは同曲を収録したシングル。
作詞・関口義明、作曲・荒井英一、歌唱・井沢八郎。オリジナルモノラル音源シングル盤のレコード番号はTR-1053。以後TP-2022でステレオ盤として再発売、1976年（昭和51年）に、600円に価格改定とともにTP-10125と改番、1985年（昭和60年）には、装いも新たに「祝・東北・上越新幹線上野駅開業記念」として¥700盤TP-17687が発売された（片面は男船）。

## 概要
関口義明は、上野駅で見かけた集団就職の少年たちを題材に詞を書き、農家向け家庭雑誌『家の光』の懸賞に応募、1位入選を果たした。
これを見た東芝レコードの近藤秀男によりレコード化され、当時ほぼ無名の若手歌手だった井沢八郎が歌った。1位入選作は大物歌手によってレコード化されるという触れ込みであったため、関口は落胆したが、歌手を志して青森県から単身上京した井沢自身の人生も重なり、発売後まもなく「金の卵」と呼ばれた集団就職者などから支持と共感を得て、高度成長期の世相を描いた代表的ヒット曲となった。いわゆる団塊の世代を中心に「心の応援歌」として多くの人々に勇気と感動を与えた楽曲であり、井沢の代表曲との呼び声も高い。
「あゝ上野駅」の累計売上は100万枚を記録した。
オリジナルの音源はモノラルで、オリジナルバージョンの発売当初は途中の台詞は吹き込まれていなかったが、井沢八郎がテレビの歌番組に出演中に父が亡くなったことを知らされ、井沢本人曰く「間奏の途中で即興で、アドリブで入れちゃった」台詞が反響を呼んだために、後に台詞入りバージョンをレコーディングして改めて発売したという。
以後疑似ステレオ化され、B面曲を同じく井沢のヒット曲である「北海の満月」に差し替えた『ベスト・カップル・シリーズ ああ上野駅/北海の満月』として再発されている。
1985年、テイチクレコードから発売されたシングル「あゝ青森」（RE-683）B面に、ニューバージョンが収録されている。テイチクから発売されているCDに収録されているのは、オリジナルではなくこちらである。
2001年12月、東北本線にリバイバル急行「津軽」号が運転された際、出発セレモニーで井沢はこの曲を歌い、駅長と共に「津軽」号の発車の合図をした。2003年には上野駅に歌碑が建立された（後述）。
2007年1月に井沢が亡くなると、『第39回思い出のメロディー』（NHK、2007年8月11日放送）で、追悼として氷川きよしが歌唱した。
井沢の娘である工藤夕貴は、父の死後の記者会見で「『あゝ上野駅』は、パパの残してくれた大きな宝物。だから、『あゝ上野駅』は私が歌い継いでみせます」と、宣言している。
その後2022年日本歌手協会60周年記念「歌の祭典2022」で司会をするとともに初めて歌い、最後に目を潤ませながら天を見上げ「パパ、ありがとう！」と呼び掛けた。2023年11月8日に工藤夕貴が歌う『あゝ上野駅』のCDが発売された。これには、アンサーソングの新曲『父さん見てますか』（作詞：合田道人、作曲：五木ひろし）も収録された。
『NHK紅白歌合戦』では、井沢によって披露されたことはないが、1982年の『第33回NHK紅白歌合戦』で福島県郡山市出身の西田敏行が歌唱した。

## 歌碑

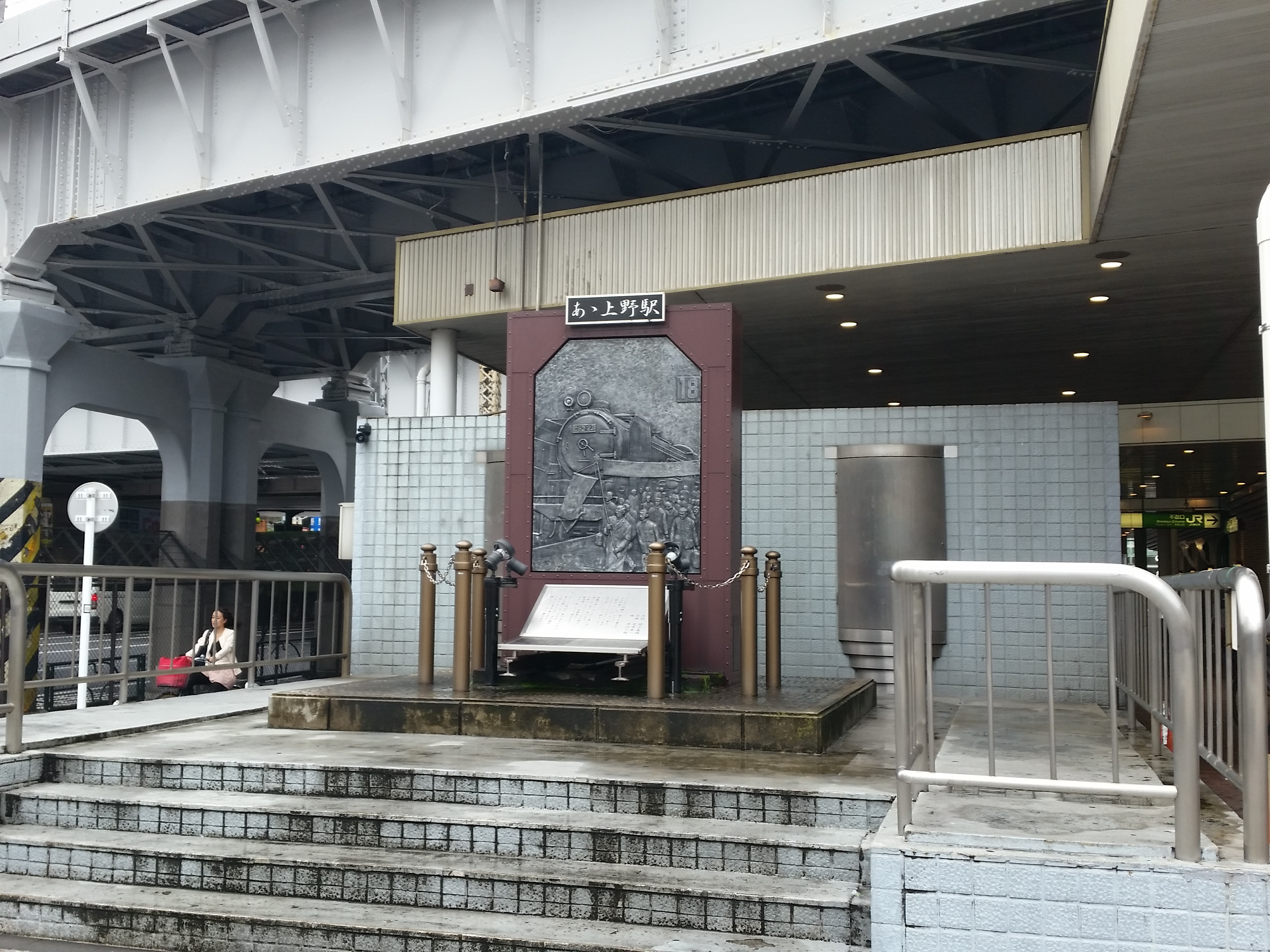
「あゝ上野駅」の歌碑

2003年、元プロボクサーのファイティング原田や集団就職で上京した中小企業経営者らによる有志団体によって、上野駅広小路口前のガード下に「あゝ上野駅」の歌碑が建立され、同年7月6日に井沢や作詞者の関口、吉住弘台東区長、上野駅長、有志関係者ら約2,000人が参加して除幕式が行われた。
歌碑は高さ2.6メートルで、C62形蒸気機関車や駅に降り立ち荷物を持ちながら歩く学生服姿の若者達が描かれたレリーフ板と歌詞の銘板からできている。上野駅界隈のご当地ソングとして広く知られるため、歌碑も観光名所の一つとなっている。建立費用や維持費など計2,000万円は、ほぼ寄付で賄われたという。
2013年7月28日には上野駅開業130周年を記念し、同駅13番線ホームにおいて発車メロディとして採用された。その後、2016年11月1日からは16・17番線の発車メロディとして使用されている。

## 関連曲
すべて作詞・関口義明
- あゝ上野駅（パートII）（霧島浩二）
- あゝ上野駅平成バージョン（霧島浩二、峰しろう）
- あゝ上野駅もう一度（亜理佐）
- あゝ上野駅ありがとう（井沢八郎） - 1999年9月11日の上野駅18番ホーム（かつて多くの集団就職列車が到着した[13]）廃止にあわせて、発売された。
- あゝ上野駅いつまでも（星次郎）